# Clément-Auguste Martin
Clément-Auguste Martin, in einigen Publikationen auch  Charles Auguste Martin, (* 18. Mai 1902 in Paris; † 25. Januar 1991 in Rueil-Malmaison) war ein französischer Autorennfahrer.

## Karriere als Rennfahrer
Clément-Auguste Martin war 1921 der erste Verkaufsrepräsentant des damals noch jungen französischen Kraftfahrzeugherstellers Amilcar. In Rueil-Malmaison betrieb er eine Autowerkstatt und baute dort Straßenfahrzeuge zu Rennwagen um. Mit den Rennwagen, auf Basis der Amilcar-Modelle Type CO-  und CGSS startete er in den 1930er-Jahren dreimal beim 24-Stunden-Rennen von Le Mans und mehrmals beim Bol d’Or. Seine beste Platzierung in Le Mans war der achte Gesamtrang mit Auguste Bodoignet als Teampartner 1932. Den Bol d’Or 1931 beendete er als Vierter und bei einem Sportwagenrennen in Orléans kam er 1933 als Zweiter des Rennens für Fahrzeuge bis 1,1 Liter Hubraum als Zweiter ins Ziel.

## Statistik

### Le-Mans-Ergebnisse
| Jahr | Team                   | Fahrzeug                   | Teamkollege       | Platzierung | Ausfallgrund   |
| ---- | ---------------------- | -------------------------- | ----------------- | ----------- | -------------- |
| 1932 | Ecurie de l'Ours       | Amilcar CO Spéciale Martin | Auguste Bodoignet | Rang 8      |                |
| 1933 | Clément-Auguste Martin | Amilcar CO Spéciale Martin | Auguste Bodoignet | Ausfall     | Leck im Kühler |
| 1934 | Clément-Auguste Martin | Amilcar CO Spéciale Martin | Fernand Pousse    | Rang 20     |                |